# Тхатьтхат
Тхатьтхат (вьет. Thạch Thất) — уезд Вьетнама, один из семнадцати сельских уездов, входящих в состав Ханоя. Площадь — 128 км², население — 148 тыс. человек, административный центр — Льенкуан. Здесь расположены город-спутник Ханоя Хоалак, новый городок Вьетнамского национального университета и крупнейший в стране технопарк (Hoa Lac Hi-tech Park).

## География
Уезд Тхатьтхат расположен на запад от центра Ханоя. На северо-западе он граничит с уездом Бави и городом Шонтэй, на северо-востоке — с уездом Фуктхо, на юго-востоке — с уездом Куокоай, на юго-западе — с провинцией Хоабинь.

## История
В XVII веке в деревне Тхатьса (вьет. Thạch Xá) был основан буддийский храм Тэйфыонг (вьет. Tây Phương), сохранившийся до наших дней. В 1998 году власти одобрили проект строительства в уезде Тхатьтхат парка высоких технологий Хоалак. До 2008 года уезд Тхатьтхат являлся частью провинции Хатэй (вьет. Hà Tây), пока та не вошла в состав Ханоя.

## Административное деление
В настоящее время в состав уезда Тхатьтхат входят один город (thị trấn) — Льенкуан (вьет. Liên Quan) и 22 сельские общины — Биньфу (вьет. Bình Phú), Биньйен (вьет. Bình Yên), Камйен (вьет. Cẩm Yên), Канкьем (вьет. Cần Kiệm), Каньнау (вьет. Canh Nậu), Тянгшон (вьет. Chàng Sơn), Дайдонг (вьет. Đại Đồng), Зинау (вьет. Dị Nậu), Донгчук (вьет. Đồng Trúc), Хабанг (вьет. Hạ Bằng), Хыонгнгай (вьет. Hương Ngải), Хыубанг (вьет. Hữu Bằng), Кимкуан (вьет. Kim Quan), Лайтхыонг (вьет. Lại Thượng), Фуким (вьет. Phú Kim), Фунгса (вьет. Phùng Xá), Танса (вьет. Tân Xã), Тхатьхоа (вьет. Thạch Hòa), Тхатьса (вьет. Thạch Xá), Тьенсуан (вьет. Tiến Xuân), Йенбинь (вьет. Yên Bình), Йенчунг (вьет. Yên Trung).

## Экономика
В уезде базируется крупнейший в стране парк высоких технологий Хоалак (Hoa Lac Hi-tech Park), который специализируется на образовании, производстве и исследованиях в сфере программного обеспечения, информационных технологий, телекоммуникаций, биотехнологий, фармацевтики, микроэлектроники, точной механики, оптоэлектроники, новых материалов, нанотехнологий, альтернативных источников энергии и технологий по охране окружающей среды. Hoa Lac Hi-tech Park включает в свой состав промышленную, научно-исследовательскую, учебную и жилую зоны с развитой инфраструктурой, офисный парк программного обеспечения, зону отдыха и спорта.
В Hoa Lac Hi-tech Park базируются Центр космических технологий (совместный проект Вьетнамского института космических технологий и Вьетнамского института науки и технологии), Центр исследований автомобильных технологий, частный университет FPT Group (FPT University) и Институт информационной и коммуникационной стратегии, исследовательские центры крупнейших вьетнамских IT-компаний Viettel Group, FPT Software и Vietnam Posts and Telecommunications Group, фармацевтическая фабрика итальянской компании Medlac, а также офисы и центры Nissan, Hanoi Electricity Corp, Vietinbank, Vietcombank и Государственного банка Вьетнама.
В общине Фунгса расположен завод японской компании Meiko Electronics. Значительные площади уезда Тхатьтхат продолжают использоваться под поля и огороды, крестьяне поставляют на рынки Ханоя рис, овощи и цветы.

## Транспорт
В уезде Тхатьтхат расположен небольшой аэропорт Хоалак (вьет. Hòa Lạc), здесь пересекаются национальное шоссе № 21 и скоростная автомагистраль «Дайло Тханглонг» (вьет. Đại lộ Thăng Long; в месте их пересечения расположены кампус Вьетнамского национального университета и Hoa Lac Hi-tech Park).

## Образование
В общине Тхатьхоа (вьет. Thạch Hòa) расположен один из шести кампусов Вьетнамского национального университета, также в уезде находится кампус Политического университета.

## Культура
В общине Тянгшон проходит местный праздник, посвящённый трём божествам (Тан Вьен, Као Шон, Куи Минь) и сопровождающийся массовыми гуляниями (водные процессии, борьба, петушиные бои, соревнования по китайским шахматам, жонглирование, кукольный театр на воде). В общине Тхатьса проводится религиозный праздник храма Тэйфыонг, посвящённый Будде и архатам и привлекающий многочисленных паломников.